# Stora Långetjärnet, Västergötland
Stora Långetjärnet är en sjö i Lerums kommun i Västergötland och ingår i Göta älvs huvudavrinningsområde. Sjön är 18 meter djup, har en yta på 0,077 kvadratkilometer och befinner sig 125 meter över havet.